# Taj Mahal (film 2015)
Taj Mahal è un film del 2015 diretto da Nicolas Saada.
Il film, di produzione francese, si ispira agli attentati di Mumbai del 26 novembre 2008 ed è ambientato nell'hotel Taj Mahal, uno dei siti colpiti da questi attacchi.

## Trama
Novembre 2008. Louise, una ragazza di 18 anni, si deve trasferire da Parigi in India con i genitori: il padre ingegnere dovrà lavorare a Bombay per 2 anni.
Arrivati in India, in attesa dell’abitazione dove andranno ad abitare, prendono una suite al quarto piano dell’Hotel Taj Mahal e passano le giornate come turisti per le vie ed i negozi della città, dove Louise acquisterà anche un telefono cellulare.
Però la ditta dell’ingegnere, fa sapere che l’abitazione a loro destinata non è ancora pronta e devono restare ancora in hotel. Questo imprevisto turba Louise che trova la cosa abbastanza scocciante e noiosa.
Una sera i genitori di Louise decidono di andare a mangiare fuori città mentre Louise decide di restare in Hotel per vedere un film in dvd.
Alle 9 di sera, all’interno dell’Hotel, si sentono dei rumori come degli spari provenire  dal basso. Dalla finestra, le strade sono vuote. Louise preoccupata esce dalla suite e chiede ad un giovane cameriere cosa succede. Questi la invita a rientrare nella sua stanza consigliandole di rimanerci e di chiudersi a chiave e spegnere tutte le luci della stanza.
Di lì a poco, una telefonata del padre, le conferma che l’Hotel è sotto attacco terroristico. Le consiglia di nascondersi nella suite in attesa del loro ritorno. Ma la batteria del cellulare di Louise sta per scaricarsi e gli spari che echeggiano all’interno dell’hotel si fanno sempre più frequenti e vicini, accompagnati dalle urla della gente.
La ragazza impaurita cerca di recuperare il caricabatteria del telefonino che si trova su un tavolino vicino alla porta della suite e sente l’avvicinarsi di uomini che tentano di sfondare a calci la porta principale della stanza, senza però riuscirci.
Nelle strade della città, la gente si accalca davanti a vetrine con televisori che mostrano in diretta ciò che sta accadendo all’interno dell’Hotel Taj Mahal. I genitori di Louise si affrettano a tornare dalla figlia ma vengono bloccati da un cordone di polizia che non li lascia passare.
Dopo un forte boato, in seguito allo scoppio di una bomba, parte dell’hotel prende fuoco e nella stanza di Louise attraverso le bocchette di aerazione entra molto fumo. La ragazza cerca di uscire dalla suite, ma il fuoco oramai ha invaso anche il corridoio.
Sempre per telefono, il padre le consiglia di mettere degli asciugamani bagnati sotto le porte. La ragazza esegue, ma poi presa dallo sconforto e dalla rassegnazione per quello che il destino le sta preparando, rannicchiata in un angolo del balcone, dice al padre che orma tutto è finito e lo prega di spegnere il telefono, perché deve mandare loro un messaggio di addio.
I genitori inizialmente piangono disperati ma poi, fattisi coraggio, riescono a superare il blocco della polizia ed avvertono la figlia del loro avvicinamento all’hotel. Louise ripresasi dallo sconforto prega il padre di non ascoltare il messaggio da lei inviato.
Si affaccia quindi dalla finestra e vede dal piano di sotto una giovane ragazza, Giovanna, che le chiede se riesce a vedere il marito che si è appena calato con una corda fatta di lenzuola. Louise dice di vederlo appena, ma non le dice che si trova disteso immobile sul marciapiede.
Intanto i genitori di Louise arrivano sotto l’Hotel e riescono a vedere la figlia che agita un foulard. Allertano così i vigili del fuoco, che stazionano sotto l’hotel, per alzare una scala mobile verso la finestra della ragazza che viene salvata assieme a Giovanna. Intanto il marito di Giovanna è stato portato via in autoambulanza.
Louise ed i genitori sono ormai al sicuro, in un altro albergo. Da lì la ragazza, stanca ed affranta, vede attraverso la televisione le immagini del Taj Mahal in fiamme e dei terroristi ripresi dalle telecamere che si aggirano armati per i corridoi dell’hotel e sfondano le porte delle camere.
Passato l’incubo l’ingegnere, all’interno di un ufficio della città di Bombay, ascolta il messaggio registrato della figlia la sera dell’incendio.
Il film continua con le immagini di una funzione religiosa, dove delle persone davanti a delle fotografie stanno commemorando i morti nell’incendio dell’hotel.
Tra questi si vede la foto del giovane cameriere che aveva incitato Louise a rientrare nella camera e a chiudere la porta a chiave.
Le immagini che seguono riprendono una Louise ancora scossa che passeggia per le strade di Parigi.

## Distribuzione
Il lungometraggio è stato proiettato nell'ambito della sezione Orizzonti della 72ª Mostra internazionale d'arte cinematografica di Venezia.